# Уоркуэрт (Новая Зеландия)

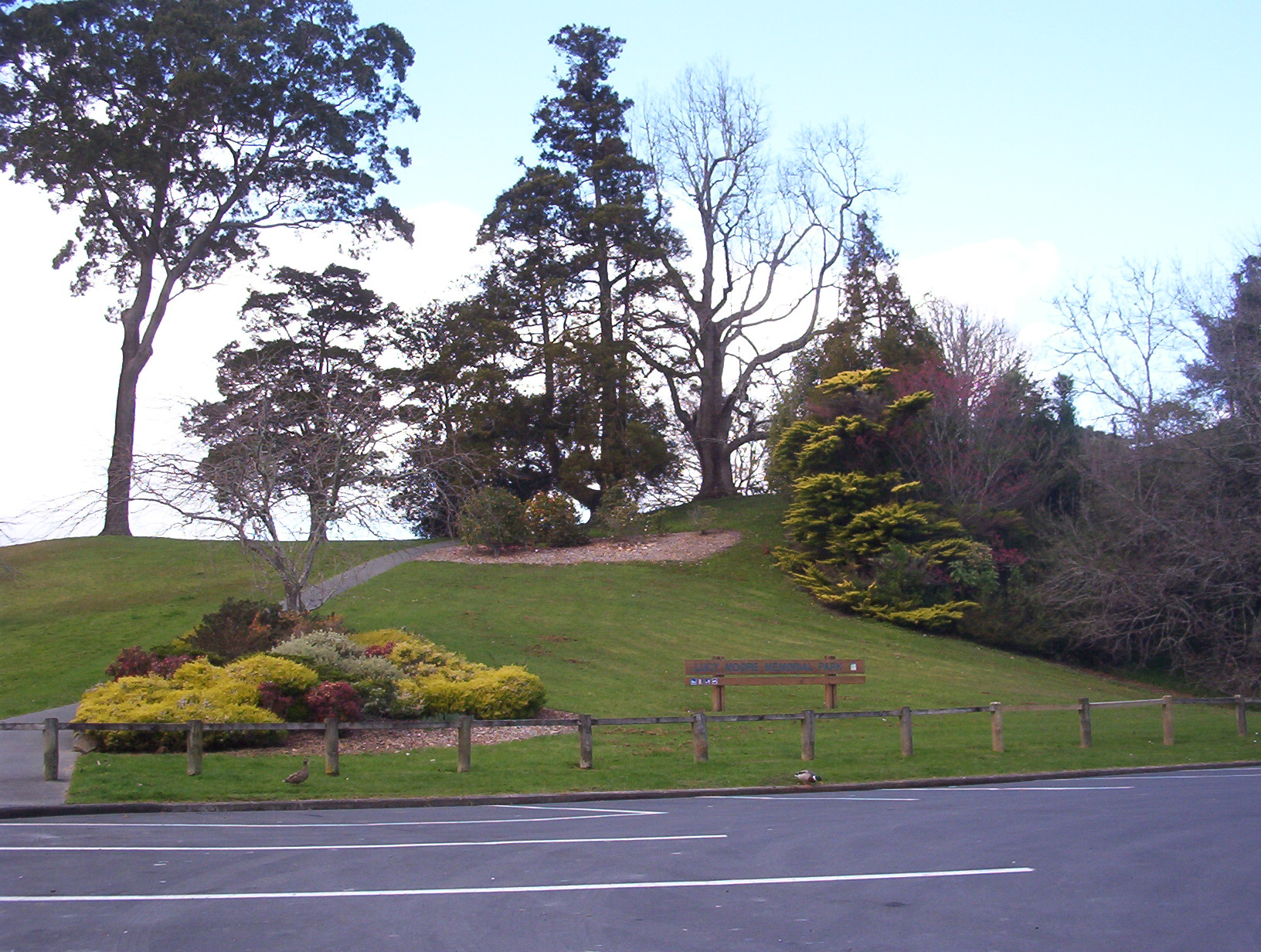
Мемориальный парк Люси Мур

Уо́ркуэрт (англ. Warkworth) — небольшой город на Северном острове Новой Зеландии.

## География
Расположен в 64 км к северу от крупнейшего города страны Окленда.

## История
Основан в 1853 году Джоном Брауном (англ. John Anderson Brown).

## Экономика
В декабре 2008 — феврале 2009 годов в городе функционировал уникальный ресторан на дереве — Yellow Treehouse (с англ. — «Жёлтый домик на дереве»), который представлял собой огромный «кокон», обёрнутый на 10-метровой высоте вокруг ствола секвойи.